# (10749) Musäus
(10749) Musäus ist ein Asteroid des Hauptgürtels, der am 6. April 1989 vom deutschen Astronomen Freimut Börngen an der Thüringer Landessternwarte Tautenburg (IAU-Code 033) in Thüringen entdeckt wurde.
Der Asteroid gehört zur Nysa-Gruppe, einer nach (44) Nysa benannten Gruppe von Asteroiden (auch Hertha-Familie genannt, nach (135) Hertha).
(10749) Musäus wurde am 23. November 1999 nach dem deutschen Schriftsteller, Literaturkritiker, Schulmann, Philologen und Märchensammler der Aufklärung Johann Karl August Musäus (1735–1787) benannt, der in den Jahren 1782–1786 die erfolgreiche Märchensammlung „Volksmährchen der Deutschen“, welche auch die Legenden vom Rübezahl enthält, herausgab.